# Malinówka (sielsowiet Borowlany)
Malinówka (biał. Малінаўка; ros. Малиновка, Malinowka) – wieś na Białorusi, w obwodzie mińskim, w rejonie mińskim, w sielsowiecie Borowlany.
W granicach Rosji należała do ujezdu mińskiego w guberni mińskiej, a od 1919 roku do Białoruskiej SRR. Ponownie pod polską administracją w latach 1919–1920 w okręgu mińskim Zarządu Cywilnego Ziem Wschodnich. Od 1938 roku wchodzi w skład obwodu mińskiego.